# Zhaohua

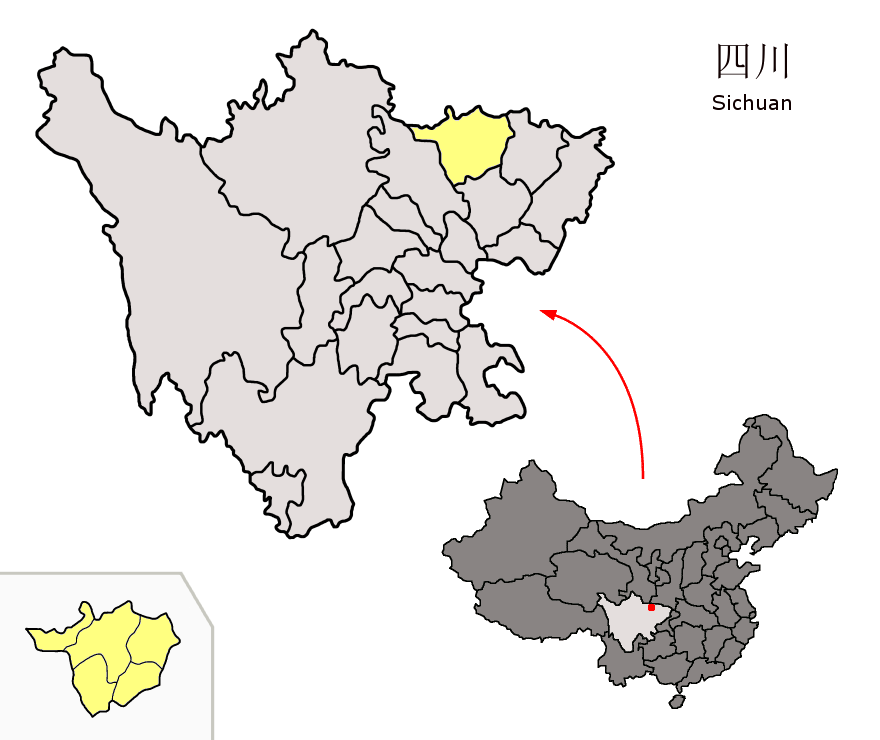
Lage der bezirksfreien Stadt Guangyuan in der Provinz Sichuan in dem sich der Stadtbezirk Yuanba befindet.

Zhaohua (chinesisch 昭化区, Pinyin Zhàohuà Qū) ist ein Stadtbezirk der bezirksfreien Stadt Guangyuan im Nordosten der chinesischen Provinz Sichuan. Er hat eine Fläche von 1.429 Quadratkilometern und zählt 134.202 Einwohner (Stand: Zensus 2020). Hauptort und Regierungssitz ist die Großgemeinde Yuanba. Bis zum 31. März 2013 hieß der Stadtbezirk Yuanba (元坝区).

## Administrative Gliederung
Der Stadtbezirk setzt sich aus neun Großgemeinden und neunzehn Gemeinden zusammen. Diese sind:
- Großgemeinde Yuanba 元坝镇 22.072 Einwohner
- Großgemeinde Weizi 卫子镇 8.330 Einwohner
- Großgemeinde Wangjia 王家镇 13.161 Einwohner
- Großgemeinde Motan 磨滩镇 11.905 Einwohner
- Großgemeinde Bolingou 柏林沟镇 7.937 Einwohner
- Großgemeinde Taigong 太公镇 9.160 Einwohner
- Großgemeinde Hutiao 虎跳镇 8.490 Einwohner
- Großgemeinde Hongyan 红岩镇 6.096 Einwohner
- Großgemeinde Zhaohua 昭化镇 17.447 Einwohner
- Gemeinde Jinxian 晋贤乡 7.752 Einwohner
- Gemeinde Wencun 文村乡 7.093 Einwohner
- Gemeinde Qingshui 清水乡 11.281 Einwohner
- Gemeinde Zhangjia 张家乡 9.282 Einwohner
- Gemeinde Xiangxi 香溪乡 4.415 Einwohner
- Gemeinde Qingniu 青牛乡 6.743 Einwohner
- Gemeinde Chenjiang 陈江乡 5.133 Einwohner
- Gemeinde Dingjia 丁家乡 4.726 Einwohner
- Gemeinde Huanglong 黄龙乡 6.697 Einwohner
- Gemeinde Shijingpu 石井铺乡 11.029 Einwohner
- Gemeinde Baiguo 白果乡 7.237 Einwohner
- Gemeinde Meishu 梅树乡 6.807 Einwohner
- Gemeinde Mingjue 明觉乡 7.869 Einwohner
- Gemeinde Shejian 射箭乡 6.929 Einwohner
- Gemeinde Chaoyang 朝阳乡 6.336 Einwohner
- Gemeinde Dachao 大朝乡 3.618 Einwohner
- Gemeinde Shaba 沙坝乡 4.643 Einwohner
- Gemeinde Liuqiao 柳桥乡 7.439 Einwohner
- Gemeinde Ziyun 子云乡 4.914 Einwohner